# Blue Canary
Blue Сanary (с англ. — «Печальная канарейка») — американская песня Винсента Фьорино. Её итальянский перевод стал популярен в СССР в 1962 году благодаря пластинке болгарской фирмы «Балкантон» (кат. № 139), где песня была записана в исполнении болгарского дуэта Марии Косевой и Николы Томова. Второго пика популярности этот вариант исполнения достиг значительно позже, когда он был использован при создании номера театром Вячеслава Полунина «Лицедеи» (автор номера — Роберт Городецкий).

## Автор и исполнители
Автор песни Винсент (Винс) Фьорино играл на тубе в ансамбле Пола Уайтмена. Затем он организовал и собственный ансамбль, а также открыл во Флориде ночной клуб, где исполнял и записывал свои произведения, выпущенные затем на пластинках (в частности, «Золотой тубе»). Песня «Blue Сanary» (слова и музыка) была написана им в 1953 году для известной голливудской актрисы и певицы Дины Шор. До этого, в феврале 1953 года Фьорино (Vince Fiorino Orchestra) выпустил собственный вариант, где соло исполняла его певица Тина. Пластинка Дины Шор вышла в августе 1953 года. У Фьорино имеется ещё и другая известная песня — «Red canary» (Красная канарейка), выпущенная Vince Fiorino trio.
В дальнейшем песню «Blue Сanary» исполняли многие известные музыканты, как на английском (используя оригинальный текст), так и на других языках. Среди них болгарские исполнители Мария Косева и Никола Томов, итальянский певец Карло Бути в дуэте с Марисой Фьордализо (текст его версии немного отличается от варианта Косевой и Томова); несколько японских исполнителей — The Peanuts, Frank Chickens, Pedro & Capricious, а также Идзуми Юкимура — участница знаменитого в 1950-х годах трио «Саннин мусумэ» (Три дочери). Pedro & Capricious и Идзуми Юкимура исполняли песню на японском языке, но в разных вариантах.